# Primula yunnanensis
Primula yunnanensis är en viveväxtart. Primula yunnanensis ingår i släktet vivor, och familjen viveväxter.

## Underarter
Arten delas in i följande underarter:
- P. y. maikhaensis
- P. y. membranifolia
- P. y. socialis
- P. y. yunnanensis